# Jim Clyburn
James Enos Clyburn (1940. július 21. –) amerikai politikus, az Egyesült Államok képviselője Dél-Karolinából. A Demokrata Párt tagja, 2019 óta a Képviselőház többségi whipje, korábban a pozíciót 2007 és 2011 között töltötte be. 2011 és 2019 között helyettes kisebbségi vezető volt.
1993 óta Dél-Karolina képviselője, jelenleg 15. ciklusát tölti. Választókerületébe tartozik Columbia és Charleston környéke, illetve az Fekete Öv névre hallgató területe. A Képviselőház harmadik legmagasabb demokrata pozícióját tölti be, Nancy Pelosi és Steny Hoyer mögött 2007 óta. A Pelosi-Hoyer-Clyburn trió már kétszer is betöltötte együtt a Képviselőház három legmagasabb pozícióját. Először 2007 és 2011 között, majd 2019 óta.
Fontos szerepet játszott a 2020-as elnökválasztásban, három nappal a Dél-Karolinai előválasztás előtt fejezte ki támogatását Joe Biden felé. Biden ebben az időszakban rosszul áll az előválasztásban, elvesztette Nevada, Iowa és New Hampshire államait is. Clyburn támogatása nagyban segítette abban, hogy a kampány ismét sikeres lett, majd elnyerte a demokrata jelölést.

## Választási eredmények
| Párt                 | Jelölt               | %      |
| -------------------- | -------------------- | ------ |
| 25x25px[halott link] | Jim Clyburn          | 56.10% |
| 25x25px[halott link] | Frank Gilbert        | 15.02% |
| 25x25px[halott link] | Ken Mosely           | 12.86% |
| 25x25px[halott link] | Herbert U. Fielding  | 12.37% |
| 25x25px[halott link] | John Roy Harper, III | 3.64%  |

| Párt                 | Jelölt           | %      |
| -------------------- | ---------------- | ------ |
| 25x25px[halott link] | Jim Clyburn      | 65.26% |
| 25x25px[halott link] | John Chase       | 34.70% |
| FÜG                  | További jelöltek | 0.04%  |

| Párt                 | Jelölt                   | %      |
| -------------------- | ------------------------ | ------ |
| 25x25px[halott link] | Jim Clyburn (hivatalban) | 63.80% |
| 25x25px[halott link] | Gary McLeod              | 36.18% |
| FÜG                  | További jelöltek         | 0.02%  |

| Párt                 | Jelölt                   | %      |
| -------------------- | ------------------------ | ------ |
| 25x25px[halott link] | Jim Clyburn (hivatalban) | 69.41% |
| 25x25px[halott link] | Gary McLeod              | 30.30% |
| NLP                  | Savita P. Joshi          | 0.55%  |
| FÜG                  | További jelöltek         | 0.02%  |

| Párt                 | Jelölt                   | %      |
| -------------------- | ------------------------ | ------ |
| 25x25px[halott link] | Jim Clyburn (hivatalban) | 72.56% |
| 25x25px[halott link] | Gary McLeod              | 25.80% |
| NLP                  | George C. Taylor         | 1.55%  |
| FÜG                  | További jelöltek         | 0.10%  |

| Párt                 | Jelölt                   | %      |
| -------------------- | ------------------------ | ------ |
| 25x25px[halott link] | Jim Clyburn (hivatalban) | 71.76% |
| 25x25px[halott link] | Vince Ellison            | 25.99% |
| NLP                  | Dianne L. Nevins         | 1.22%  |
| 25x25px[halott link] | Lynwood Earl Hines       | 0.03%  |
| FÜG                  | További jelöltek         | 0.43%  |

| Párt                 | Jelölt                   | %      |
| -------------------- | ------------------------ | ------ |
| 25x25px[halott link] | Jim Clyburn (hivatalban) | 66.98% |
| 25x25px[halott link] | Gary McLeod              | 32.03% |
| 25x25px[halott link] | Craig Augenstein         | 0.97%  |
| FÜG                  | További jelöltek         | 0.02%  |

| Párt                 | Jelölt                   | %      |
| -------------------- | ------------------------ | ------ |
| 25x25px[halott link] | Jim Clyburn (hivatalban) | 66.97% |
| 25x25px[halott link] | Gary McLeod              | 32.93% |
| FÜG                  | További jelöltek         | 0.10%  |

| Párt                 | Jelölt                   | %      |
| -------------------- | ------------------------ | ------ |
| 25x25px[halott link] | Jim Clyburn (hivatalban) | 64.36% |
| 25x25px[halott link] | John Chase               | 34.16% |
| 25x25px[halott link] | Antonio Williams         | 1.43%  |
| FÜG                  | További jelöltek         | 0.06%  |

| Párt                 | Jelölt                   | %      |
| -------------------- | ------------------------ | ------ |
| 25x25px[halott link] | Jim Clyburn (hivatalban) | 67.48% |
| 25x25px[halott link] | Nancy Harrelson          | 32.47% |
| FÜG                  | További jelöltek         | 0.05%  |

| Párt                 | Jelölt                   | %      |
| -------------------- | ------------------------ | ------ |
| 25x25px[halott link] | Jim Clyburn (hivatalban) | 90.07% |
| 25x25px[halott link] | Gregory Brown            | 9.93%  |

| Párt                 | Jelölt                   | %      |
| -------------------- | ------------------------ | ------ |
| 25x25px[halott link] | Jim Clyburn (hivatalban) | 62.86% |
| 25x25px[halott link] | Jim Pratt                | 36.41% |
| 25x25px[halott link] | Nammu Muhammad           | 0.70%  |
| FÜG                  | További jelöltek         | 0.04%  |

| Párt                 | Jelölt                   | %      |
| -------------------- | ------------------------ | ------ |
| 25x25px[halott link] | Jim Clyburn (hivatalban) | 93.62% |
| 25x25px[halott link] | Nammu Muhammad           | 5.53%  |
| FÜG                  | További jelöltek         | 0.85%  |

| Párt                 | Jelölt                   | %      |
| -------------------- | ------------------------ | ------ |
| 25x25px[halott link] | Jim Clyburn (hivatalban) | 72.51% |
| 25x25px[halott link] | Anthony Culler           | 25.55% |
| 25x25px[halott link] | Kevin Umbaugh            | 1.83%  |
| FÜG                  | További jelöltek         | 0.11%  |

| Párt                 | Jelölt                   | %      |
| -------------------- | ------------------------ | ------ |
| 25x25px[halott link] | Jim Clyburn (hivatalban) | 70.09% |
| 25x25px[halott link] | Laura Sterling           | 27.61% |
| 25x25px[halott link] | Richard J. Piotrowski    | 1.23%  |
| 25x25px[halott link] | Prince Charles Mallory   | 0.98%  |
| FÜG                  | További jelöltek         | 0.09%  |

| Párt                 | Jelölt                   | %      |
| -------------------- | ------------------------ | ------ |
| 25x25px[halott link] | Jim Clyburn (hivatalban) | 70.13% |
| 25x25px[halott link] | John Chase               | 28.23% |
| 25x25px[halott link] | Bryan Pugh               | 1.56%  |
| FÜG                  | További jelöltek         | 0.08%  |

| Párt                 | Jelölt                   | %      |
| -------------------- | ------------------------ | ------ |
| 25x25px[halott link] | Jim Clyburn (hivatalban) | 68.18% |
| 25x25px[halott link] | John McCollum            | 30.82% |
| CP                   | Mark Hackett             | 0.91%  |
| FÜG                  | További jelöltek         | 0.09%  |